# Врублево (Поморське воєводство)
Врублево (пол. Wróblewo, нім. Sperlingsdorf) — село в Польщі, у гміні Сухий Домб Ґданського повіту Поморського воєводства.
Населення — 127 осіб (2011).

## Демографія
Демографічна структура станом на 31 березня 2011 року:
|          | Загалом | Допрацездатний вік | Працездатний вік | Постпрацездатний вік |
| -------- | ------- | ------------------ | ---------------- | -------------------- |
| Чоловіки | 61      | 11                 | 45               | 5                    |
| Жінки    | 66      | 16                 | 42               | 8                    |
| Разом    | 127     | 27                 | 87               | 13                   |